# Fülöpszállás
 Fülöpszállás ist eine ungarische Gemeinde im Kreis Kiskőrös im Komitat Bács-Kiskun.

## Geografische Lage
Fülöpszállás liegt 77 Kilometer südlich der Landeshauptstadt Budapest, 36 Kilometer südwestlich des Komitatssitzes Kecskemét und 22,5 Kilometer nördlich der Kreisstadt Kiskőrös. Nachbargemeinden sind Szabadszállás, Izsák, Soltszentimre und Dunatetétlen.

## Geschichte
Im Jahr 1913 gab es in der damaligen Großgemeinde 1342 Häuser und 5957 Einwohner auf einer Fläche von 24.040 Katastraljochen. Sie gehörte zu dieser Zeit zum Bezirk Kunszentmiklós im Komitat Pest-Pilis-Solt-Kiskun.

## Sehenswürdigkeiten
- Árpád-Statue, erschaffen 1924 von Ede Kallós
- 1956er-Denkmal
- Reformierte Kirche, erbaut 1750. der Turm wurde 1761 hinzugefügt
- Römisch-katholische Kirche Szent Fülöp
- Sándor-Petőfi-Büste und -Denkmal, erschaffen von Györgyi Lantos
- Trianon-Denkmal
- Weltkriegsdenkmal

Der jüdische Friedhof liegt in der Nähe des katholischen Friedhofes. Er wird von der Gemeinde gepflegt.

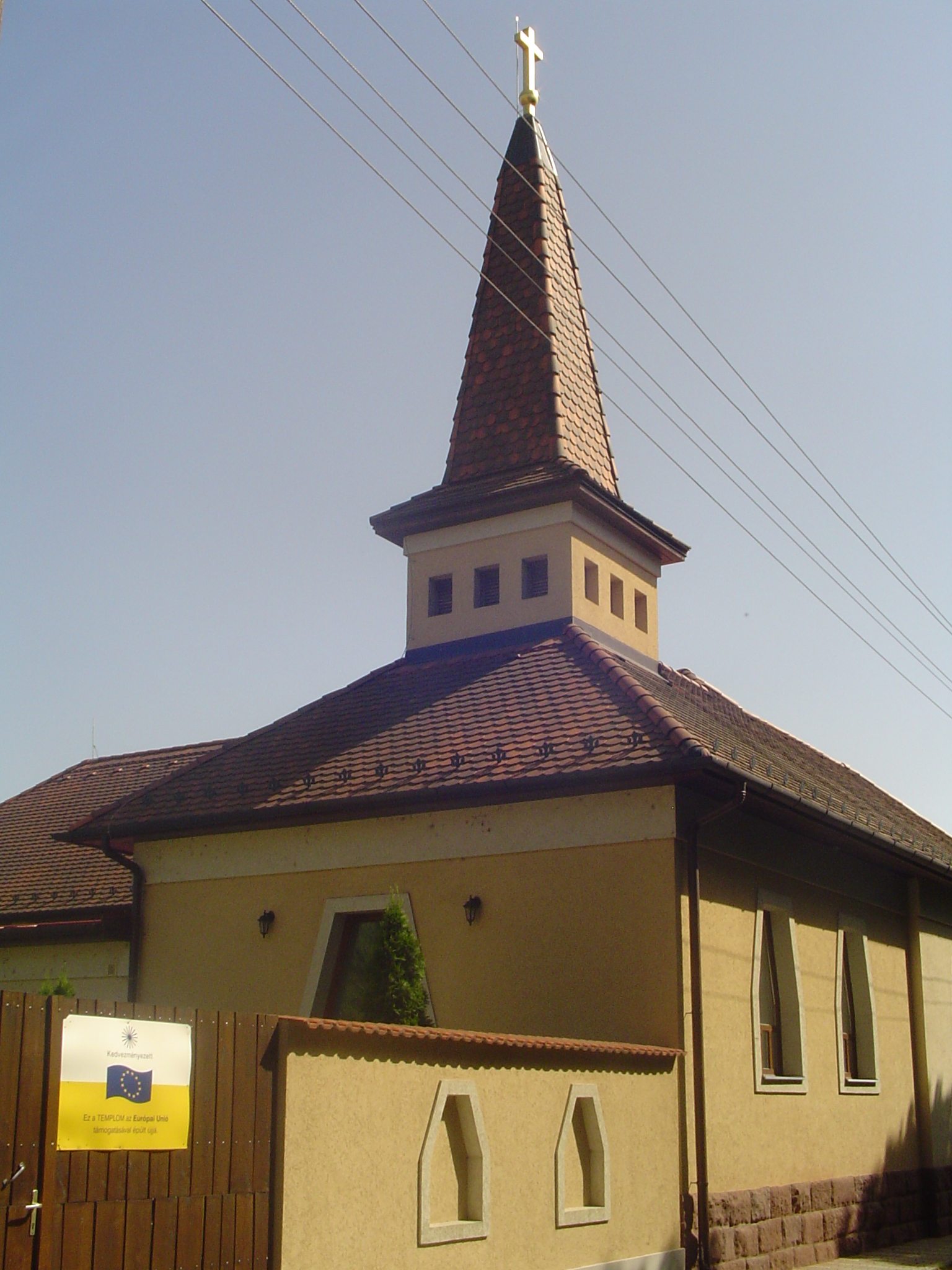
Römisch-katholische Kirche Szent Fülöp
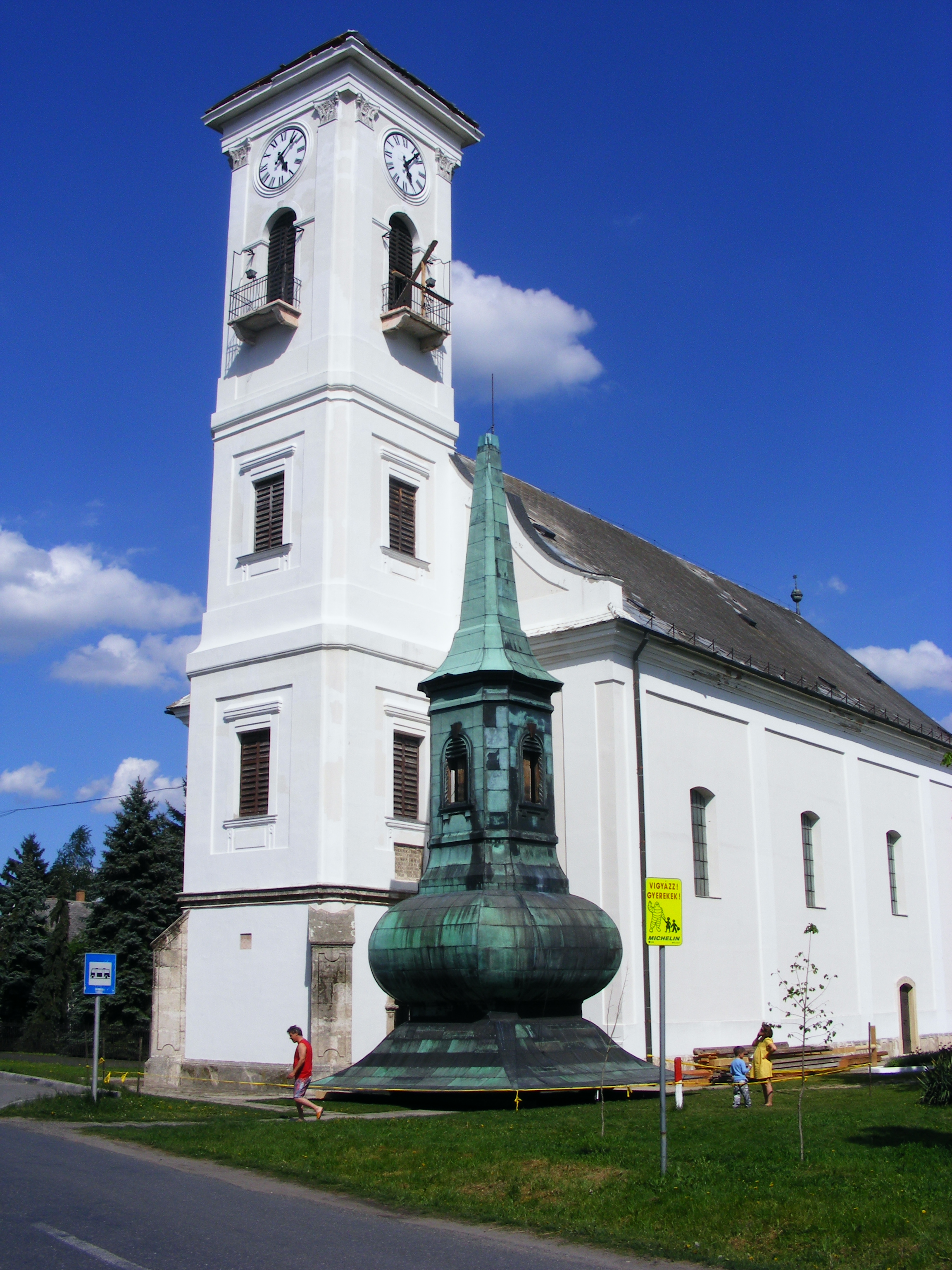
Reformierte Kirche
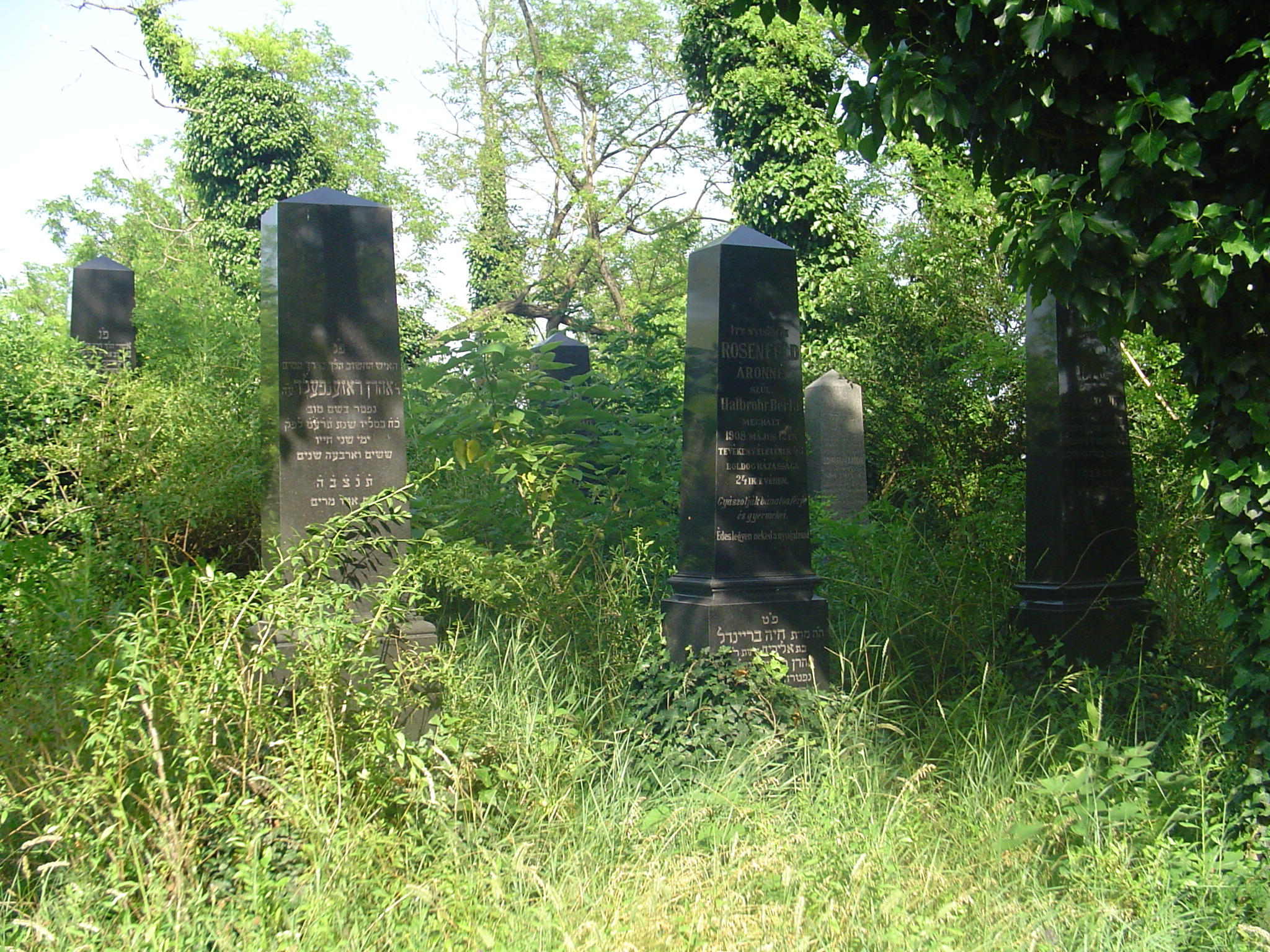
Jüdischer Friedhof in Fülöpszállás
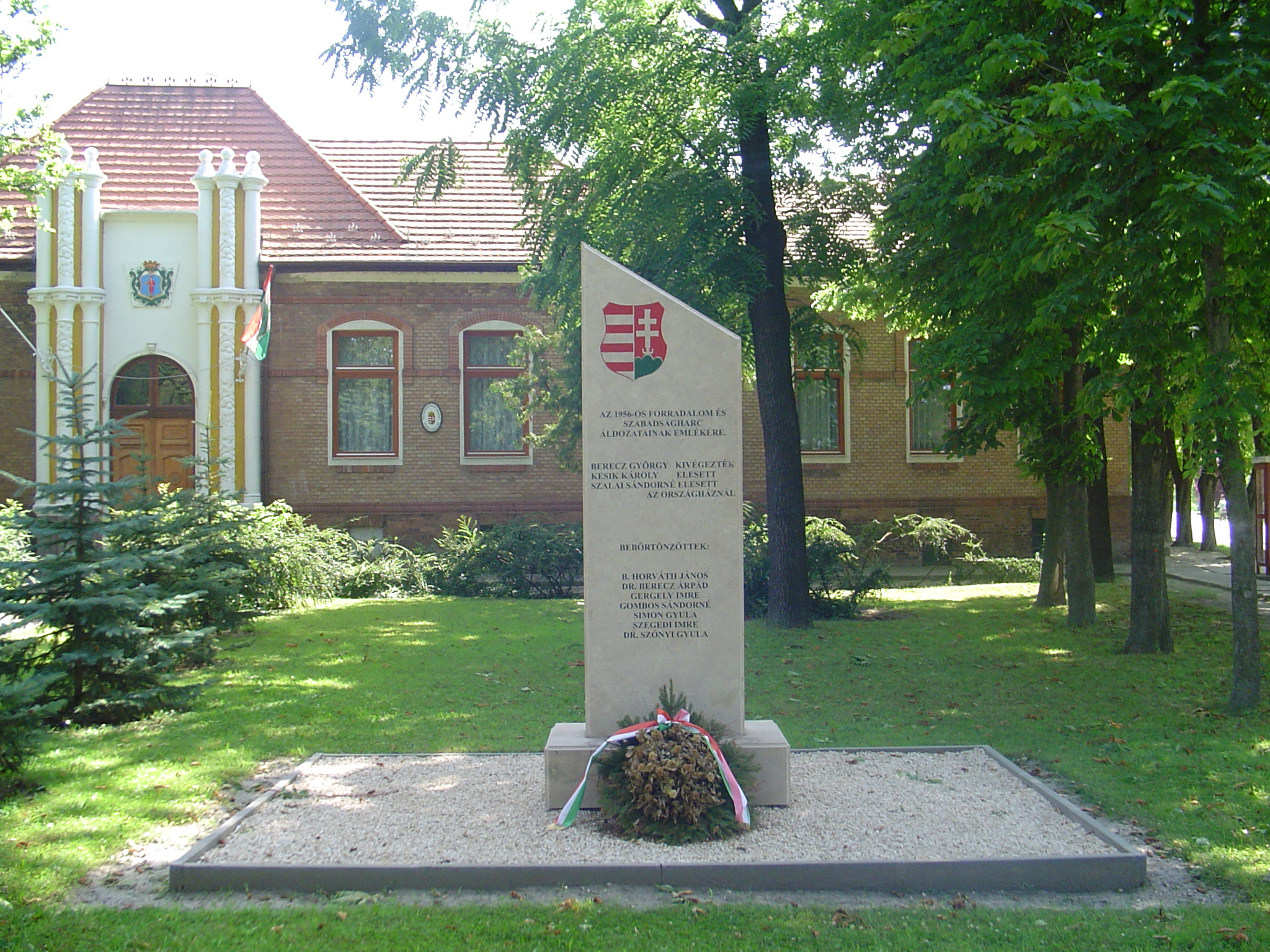
1956er-Denkmal vor dem Bürgermeisteramt
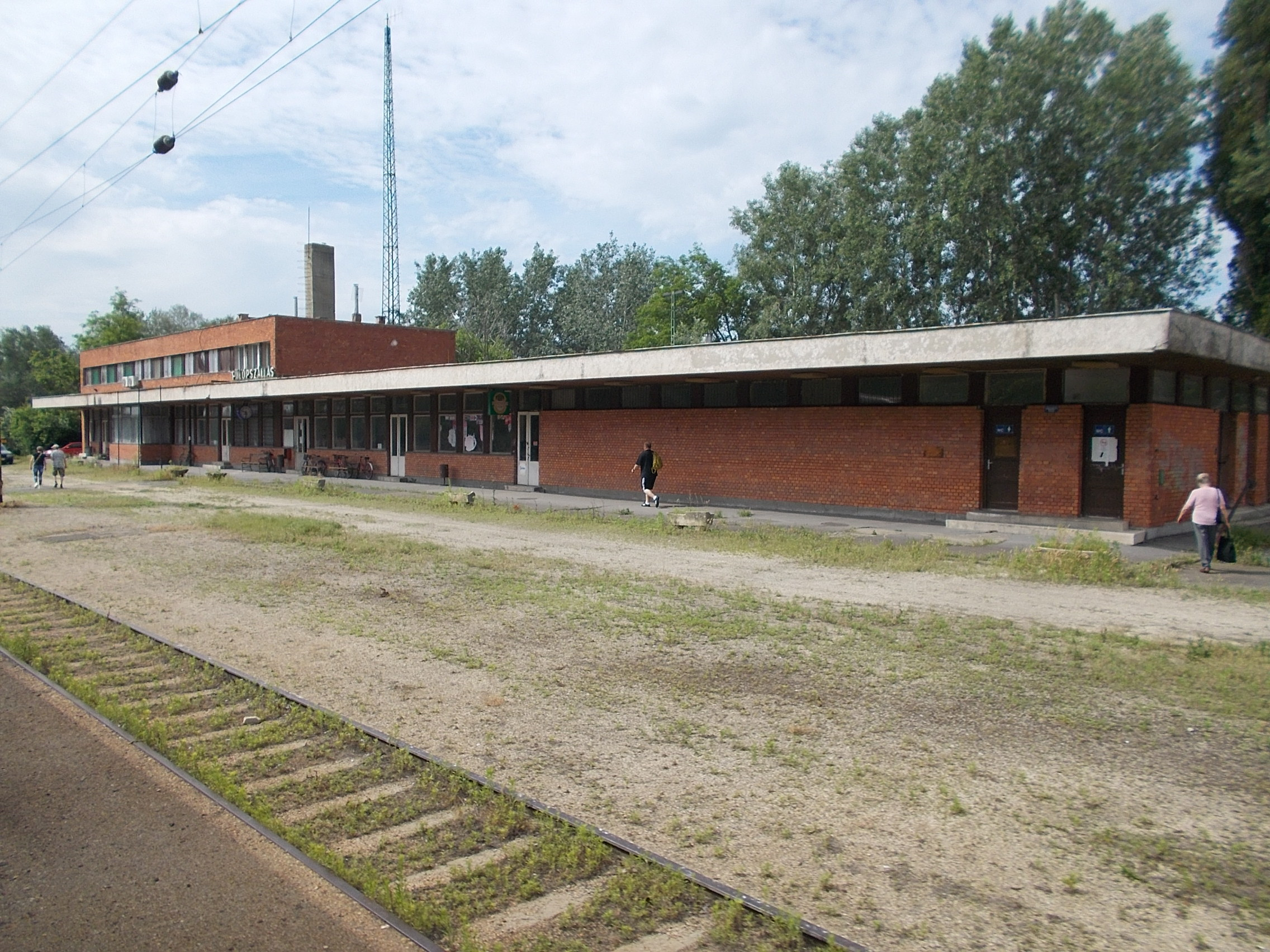
Bahnhofsgebäude

## Verkehr
In Fülöpszállás kreuzen sich die Landstraßen Nr. 5217 und Nr. 5304, nördlich des Ortes verläuft die Hauptstraße Nr. 52. Fülöpszállás besitzt einen Bahnhof an der Bahnstrecke Budapest–Kelebia, die nach Belgrad weiterführt. Es bestehen Busverbindungen über Izsák nach Kecskemét, über Solt nach Dunaföldvár, über Kunszentmiklós nach Budapest sowie über Kiskőrös nach Kiskunhalas.